# Stjepan Kaniški
Stjepan Kaniški (Kanižaj) (lat. Stephanus de Kanisa de genere Ossl, mađ. Kanizsai István) (? – Zagreb, 1375.), ugarski velikaš iz plemićkog roda Osl, zagrebački biskup (1356. – 1375.) kao Stjepan III. i banski namjesnik (1362. – 1366.).

## Životopis
Bio je sin Lovre († 1330.), varaždinskog župana i kaštelana Nagykanizse. Spominje se u izvorima od 1330. godine. Godine 1343. spominje se kao kanonik lektor Bačkoga kaptola i kao pratitelj kralja Ludovika I. (1342. – 1382.) na putu u Italiju, a 1347. godine kao prepošt u Budimu. Za zagrebačkog biskupa izabran je i potvrđen 1356., a posvećen 1357. godine.
Bio je 1358. godine u Zadru među odličnicima koji su prisegnuli na mir s Mlečanima, a išao je i kao kraljev izaslanik, zajedno sa sucem kraljevskoga dvora Nikolom Széchyjem u Veneciju kako bi od dužda i mletačkih građana ishodio prisegu na mir. Imenovan je 1362. banskim namjesnikom u Slavoniji te je 1364. godine predsjedao Hrvatskom saboru u Zagrebu i županijskoj skupštini u Križevcima. Za zasluge kralj mu je darovao posjede Ebergőc i Dág u Županiji Sopron, a 1366. godine dodijelio je Stjepanu i njegovu bratu Ivanu († 1369./70.) posjed Gostović s crkvom sv. Lovre u Križevačkoj županiji. Iste godine je uhićen po nalogu pape Urbana V. (1362. – 1370.) i odveden u Avignon. Sljedeće je godine oslobođen svih optužbi i vraćena mu je biskupska čast, ali ne i položaj banskog namjesnika. Punu kraljevu milost stekao je do 1370. godine, kad mu je Ludovik I. potvrdio sve posjede.